# Sarnî, Monastîrîșce
Sarnî (în ucraineană Сарни) este o comună în raionul Monastîrîșce, regiunea Cerkasî, Ucraina, formată numai din satul de reședință.

## Demografie
Componența lingvistică a comunei Sarnî
     Ucraineană (98,35%)
     Rusă (1,24%)
     Alte limbi (0,41%)
Conform recensământului din 2001, majoritatea populației comunei Sarnî era vorbitoare de ucraineană (98,35%), existând în minoritate și vorbitori de rusă (1,24%).

## Legături externe
- pl Sarny (1), dawniej Ochrymowo, miasteczko nad rzeką Odają (...) gmina Sarny în Dicționarul geografic al Regatului Poloniei și al altor țări slave, volum X (Rukszenice — Sochaczew) 1889